# Amélie Perronnet
Pour les articles homonymes, voir Perronnet.
Amélie Perronnet, née Gousson, née le 8 avril 1832 à Paris 1er et morte le 29 septembre 1903 à  arrondissement de Paris 9e, est une compositrice, autrice, chansonnière, librettiste et femme de lettres française.

## Biographie
Entre 1855 et 1865, Amélie Perronnet se fait une belle réputation d'autrice de romances et chansonnettes à succès, dont elle écrit la musique et les paroles. Un temps professeure d'Anna Judic, elle compose à son intention plusieurs partitions, mais la musique seule ne semble lui suffire et elle commence également à écrire pour le théâtre.
À l'occasion d'une matinée musicale donnée dans la salle Herz en 1866, Le Ménestrel écrit, par exemple :  

« Grand succès [...] aussi pour Mme Amélie Perronnet, qui s'est produite tour-à-tour comme auteur, en vers et en prose, comme cantatrice, comme accompagnatrice au piano, bref un cumul effrayant chez une même personne ; tant de talents à la fois que l'on ne s'y reconnaissait plus ! »

En 1868, sa comédie, en un acte, La Saint-François, est représentée avec succès au théâtre de l'Odéon.
En 1877, Perronnet est l'autrice du livret de Gilles de Bretagne, un opéra en 4 actes et 5 tableaux d'Henri Kowalski représenté à l'Opéra de Paris. Sous le pseudonyme de Léon Bernoux, elle écrit de nouveau un livret en 1889, pour l'opéra-comique La cigale madrilène de son fils Joanni Perronnet, également compositeur.
En 1883, elle publie un recueil de poèmes en vers, l'Art d'être grand'mère, pendant féminin de l'Art d'être grand-père de Victor Hugo.
En 1888, elle est nommée officier d'Académie.
Amélie Perronnet laisse une œuvre protéiforme, ayant brassé beaucoup de genres. Elle a écrit plus d'une centaine de chansonnettes, romances et mélodies.

## Œuvres

### Compositions

#### Mélodies
- Au contraire, chansonnette.
- Ça n'se voit pas, chansonnette.
- Capon, étude de mœurs.
- C'est étonnant, chansonnette.
- C'est p'têtr'pour ça que j'l'aim tant, mélodie.
- Dame, chansonnette.
- Des choses qu'on n'oublie pas, romance.
- En pénitence, chansonnette.
- J'ai pleuré, chansonnette.
- L'ange des jeunes filles, berceuse.
- L'avenir des petites filles, chansonnette.
- La Loi du cœur, mélodie.
- La Mule, boléro pour 2 voix égales.
- Le bien de ceux qui n'ont rien, bluette.
- Le péché, chansonnette.
- Les bienheureux, mélodie.
- Les Ingrats, romance.
- Lire Lan Lère, chanson.
- Pour être heureux, romance.
- Si Jeannot m'avait choisie, romance.
- Trop tôt, romance.
- Un gaillard, chanson d'autrefois.

#### Musique pour piano
- La Reine Mab, grande valse pour piano, 1861.

#### Opéras
- Le Voyage de Titine, scène comique.
- Le songe d'un soir d'été, opérette.
- Le Compère Loriot, opérette en 1 acte, 1865.
- La Chanson de l'aubépin, opéra-comique en 1 acte, 1877.
- Je reviens de Compiègne, opérette en 1 acte, 1878.
- Cascarette, opérette en 1 acte, 1898.

### Livrets
- Gilles de Bretagne, opéra en 4 actes et 5 tableaux, musique d'Henri Kowalski, créé à l'Opéra de Paris, 24 décembre 1877.
- La cigale madrilène, opéra-comique en 2 actes, musique de Joanni Perronnet, créé à l'Opéra-Comique, 15 février 1889.

### Théâtre
- Le Ménage de Scapin, pièce en 1 acte, en vers, 1866.
- La Saint-François, comédie en 1 acte, en prose, 1868.
- Le Petit billet, monologue en vers.
- Un coup de tête, comédie en 1 acte, en prose.
- Pauv'zizi, comédie en 1 acte.
- Monsieur et Madame, monologue, 1871.
- Mozart enfant, comédie en 1 acte, en prose.
- Catiche et Gribiche, pièce enfantine, 1880.
- Les Révoltes de Liline, pièce enfantine en 1 acte, en prose.
- Malechance, monologue pour enfants.
- Entre serin et moineau, dialogue philosophique et humoristique.
- La Part du butin, 1880.
- Ce qui brouille les femmes.
- Le drame de ma tante.
- Les martyrs de l'orgueil.
- Le Marchand de sable a passé.

### Livres
- En comptant les étoiles, Paris, Édouard Dentu, 1862.
- L'Art d'être grand'mère, Paris, L. Michaud, 1883, ouvrage couronné par l'Académie française.
- Fruguette et Gros-Goulu, Paris, J. Lévy, 1886.
- Les premières amitiés, Paris, J. Lévy, 1887.
- Pour des prunes, Les 3 cuisiniers d'Isabelle et À chacun sa tâche, Charavay, Mantoux, Martin, Paris (1892)
- Deux copains, Charavay, Mantoux, Martin, Paris, 1896.

## Distinctions
- Chevalier de l'ordre des Palmes académiques (Officier d'académie), 1888